# ماري أينسورث
ماري دي سساتر أينسورت (بالإنجليزية: Mary Ainsworth)‏ عالمة النفس التطويري الأمريكية، وُلدت في أوهايو ديسمبر عام 1913. درست في جامعة تورنتو عام 1999، وتخرجت منها عام 1935. حصلت على الماجستير في العام التالي، والدكتوراه في علم النفس عام 1939.
قامت بالتدريس في الجامعة ذاتها لسنوات عدة حتى عام 1942 خلال الحرب العالمية الثانية، خدمت في الجيش الكندي، وعملت كمستشارة وحصلت على رتبة رائدة عام 1945. وعقب انتهاء الحرب، عادت إلى تورنتو حيث أكملت تعليمها لعلم النفس وقامت بالعديد من الأبحاث. تزوجت عام 1950 من ليونارد أينسورت وانتقلت معه إلى لندن.

## حياتها المهنية المرتبطة بنظرية التعلق
قدمت عالمة النفس التطويري ماري أينسورث بحثًا فيما بين 1960 و1970، والذي يعزز بدوره المفاهيم الأساسية لنظرية التعلق، وقدمت مفهومالقاعدة الآمن وطورت منهج لعدد من أنماط التعلق عند الأطفال: التعلق الآمن والتعلق الانطوائي والتعلق القلق/المشوش. وفي وقت لاحق، تمت إضافة نمط رابع للتعلق وهو التعلق المشوش أو غير المنتظم. وفي عام 1980 امتدت النظرية لتشمل التعلق عند البالغين، فسرت علاقات أخرى كإحدى مكونات سلوكيات التعلق. وتشمل هذه التفسيرات علاقات الأقران في كل الأعمار، الجاذبية العاطفية والجنسية، واستجابات لذوي الاحتياجات من الأطفال أو المرضى وكبار السن.
شكلت مناهج أينسورت الابتكارية ودراساتها القائمة على الملاحظة الكثير من نظرية التعلق وأنماطها، والتي تم مباشرتها بدقة في اسكتلندا وأوغندا. وأدى عمل أينسورث إلى توسيع نطاق مفاهيم النظرية وتمكين الاختبار التجريبي من المبادئ التي يسير على نهجها. أجرت أينسورث بحثًا يعتمد على الملاحظة على زوج من أب وطفل خلال السنة الأولى للطفل، اعتمادًا على صياغة بولبي الأولية للنظرية، بحيث تشمل زيارات منزلية مطولة مع دراية بالسلوكيات في مواقف معينة. وتم نشر هذا البحث مبكرًا عام 1967 في كتاب عنوانه الطفولة في أوغندا. حددت أينسورث ثلاثة أنواع نمطية يمارسها الطفل مع رموز التعلق: آمن، غير آمن/انطوائي (غير آمن) وقلق/مضطرب (غير آمن). ابتكرت أينسورث إجراءًا عُرف ببروتوكول الموقف الغريب كجزء من دراستها الأكبر، لتقييم سلوك الانفصال والعودة. وتُعد هي وحدة القياس الموحدة لتقييم أنماط التعلق عند الأطفال والرضع. ويُظهر الإجراء كيف يستخدم الطفل مُقدم الرعاية كمصدر للآمان، عبر خلقه ضغط صُمم لتفعيل سلوك التعلق عند الطفل. ويتم وضع مُقدم الرعاية والطفل في غرفة للعب غير مألوفة، بينما يُسجل الباحث سلوكيات معينة، وتتم الملاحظة من خلال مرآة أحادية الاتجاه. وفي ثماني مقابلات مختلفة، يتم اختبار الطفل عند الانفصال والعودة عن مُقدم الرعاية، وفي حضور شخص غير مألوف.

### تطبيقات أعمال أينسورت على العديد من الدارسين
وقد جذبت أعمال أينسورث العديد من الدارسين في الولايات المتحدة إلى مجال البحث ذاته، حيث تحدت هيمنة السلوكية. فقامت ماري مين بالعديد من الأبحاث مع زملائها في جامعة كاليفورنيا، لتعريف نمط رابع للتعلق، أسموه التعلق المشوش أو غير المنتظم. ويعكس هذا الاسم فقر هؤلاء الأطفال إلى إستراتيجية التفاعل المترابط.